# 奇輝椋鳥
奇輝椋鳥（学名：Aplonis mavornata）是庫克群島毛凱島（Mauke）上發現及已滅絕的一種椋鳥。牠的學名是因沃爾特·布勒誤會了其標本的標名而來。

## 特徵
奇輝椋鳥長約19.2厘米，尾巴長6.4厘米。牠們的腳長2.74厘米，翼長10.5厘米，翼展32厘米，雙翼及腳的長度可能比實際的少了些。牠們整體呈暗黑色，羽毛邊有淺褐色邊，飛羽及尾巴並不明顯。瞳孔呈黃色，腳呈暗褐色，喙較為淺色。
在地理上最接近的近親是拉島輝椋鳥，體型較大及呈灰色。在外觀上，奇輝椋鳥較接近玻利輝椋鳥在湯加努奧圖布達布的亞種。另外，牠們亦像銅綠輝椋鳥，只是體型較細小及有黃色的眼睛。

## 滅絕
奇輝椋鳥的唯一標本是於1825年所射殺的。直至1973年才有鳥類學家到達島上，但奇輝椋鳥可能因入侵的大家鼠所掠食而滅絕了。有指大家鼠等可能是於1825年才在島上出現，故相信奇輝椋鳥是在不久後滅絕的。

## 命名
奇輝椋鳥的標本出處及採集時間不明。布勒於1887年誤會了其標名，而理察·鮑德勒·夏普嘗試將其種小名更正為inornata。不過，這個種小名已被使用，故根據《國際動物命名法規》，布勒的學名是有效的。

## 外部連結
- BirdLife Species Factsheet（页面存档备份，存于）